# Rádio Universidade (Santa Maria)
Rádio Universidade é uma estação de rádio brasileira com sede em Santa Maria, cidade do estado do Rio Grande do Sul. Opera no dial AM, na frequência 800 kHz. Pertence à Universidade Federal de Santa Maria, que também mantém na cidade a Uni FM.

## História
Idealizada pelo professor José Mariano da Rocha Filho, a Rádio Universidade entrou no ar em caráter experimental às 10 horas de 28 de abril de 1968, operando inicialmente na frequência 1320 kHz, com 1 kW de potência durante o dia e 1.25 kW durante a noite. Em 27 de maio, às 18 horas, foi oficialmente inaugurada, com um pronunciamento do professor Quintino Oliveira, representando o diretor Antônio Abelin.
Em 1976, com as mudanças no Plano Nacional de Radiodifusão, migrou para a frequência 800 kHz, assim como as demais emissoras educativas da época. No mesmo momento, a Rádio Universidade passou a operar com 10 kW de potência, sem reduzir a potência à noite. Em 1981, junto a outras quatro emissoras, deu início do Sistema Nacional de Radiodifusão Educativa (SINRED).
Em fevereiro de 1994, a torre de transmissão da Rádio Universidade caiu devido a infiltrações na base. Após duas semanas fora do ar, a emissora retornou ao ar com equipamentos provisórios de transmissão, e só retomou suas operações normais em outubro de 1995.
A partir de 2015, a Rádio Universidade ganhou repercussão nacional devido a transmissões de jogos de futebol americano. A primeira cobertura ocorreu no dia 7 de novembro, em jogo válido pela Liga Nacional de Futebol Americano, entre Santa Maria Soldiers e Porto Alegre Bulls. Desde então, todos os jogos da equipe santamariense são transmitidos pela emissora. A estação também ganhou destaque ao contar com a primeira mulher comentarista de futebol americano do Brasil, a estudante de jornalismo Janaína Wille.